# Hans-Josef Steinberg
Hans-Josef Steinberg (* 22. Oktober 1935 in Köln; † 16. Dezember 2003 in Würzburg) war ein deutscher Historiker und ab 1971 der erste Professor für die Geschichte der Arbeiterbewegung in der Bundesrepublik Deutschland.

## Biografie

### Ausbildung und Beruf
Steinberg war der Sohn eines Versicherungskaufmanns und einer Verkäuferin im Lebensmitteleinzelhandel. Steinberg, auch kurz Hanjo genannt, besuchte ein Gymnasium und studierte von 1956 bis 1962 Geschichte, Germanistik und Philosophie an der Universität Köln. Er war seit 1962 Mitglied der SPD und Juso-Vorstand im Unterbezirk Köln, als Werkstudent bei Bayer Leverkusen und in der Sportredaktion des Kölner Stadt-Anzeigers.
An der Universität Köln war Steinberg seit 1962 zunächst Assistent von Joseph Quint am Lehrstuhl für Ältere Germanistik, wandte sich jedoch wegen ihrer geringen gesellschaftspolitischen Relevanz von der Alt-Germanistik ab und wurde Doktorand des Neuzeit-Historikers Theodor Schieder. Förderung erhielt Steinberg durch ein Forschungsstipendium, das der damalige hessische Ministerpräsident Georg-August Zinn 1963 zum 100. Jubiläum des Allgemeinen Deutschen Arbeitervereins (ADAV) gestiftet hatte.
Zur Vorbereitung seiner Dissertation bearbeitete er Archivbestände des Internationalen Instituts für Sozialgeschichte (IISG) in Amsterdam und wurde daraufhin 1967 auf Grundlage der Schrift Sozialismus und deutsche Sozialdemokratie. Zur Ideologie der Partei vor dem 1. Weltkrieg in Köln promoviert. Darin befasste er sich zentral mit dem damals fast vergessenen sozialistischen Theoretiker Karl Kautsky und kam zu dem Schluss, dass die sozialistische Theoriedebatte an der Jahrhundertwende zum 20. Jahrhundert weitgehend ohne Beteiligung von Arbeitern stattfand. Steinbergs Dissertationsschrift geriet in einen ideologischen Konflikt zwischen der Studentenbewegung und der SPD sowie der DDR, die alle drei das Erbe der Arbeiterbewegung beanspruchten, und erfuhr bis Ende der 1970er Jahre fünf Auflagen.
Nach der Promotion wurde Steinberg für die SPD in den Kreistag des Rheinisch-Bergischen Kreises gewählt und war als wissenschaftlicher Mitarbeiter bei der Friedrich-Ebert-Stiftung angestellt. Für sein zweites Buch, Widerstand und Verfolgung in Essen 1933 bis 1945 hatte Steinberg zunächst die Unterstützung der Stadt Essen, besonders des Oberstadtdirektors und ehemaligen Widerstandskämpfers Karl-Heinz Rewoldt. Doch auch dieses 1969 erschienene Werk Steinbergs, das als eines der ersten in der BRD den Arbeiterwiderstand gegen den Nationalsozialismus zur Kenntnis nahm, entfachte Kontroversen: Die große Bedeutung der Kommunisten im Essener Widerstand war dem sozialdemokratischen Stadtrat nicht genehm; die gerade gegründete Deutsche Kommunistische Partei störte sich an Steinbergs Kritik an der KPD-Taktik, die viele Opfer in den eigenen Reihen gefordert hatte; auch Steinbergs Erkenntnisse über die breite Unterstützung des Nazi-Regimes in der Bevölkerung, die eine ausgefeilte Verfolgungsmaschinerie durch Denunziationen ersetzen half, widersprachen der damaligen „bürgerlichen Legitimationsideologie“ der Bundesrepublik, nach der der NS-Staat keine breite Unterstützung in der Bevölkerung genossen habe. Durch diese umstrittenen Werke wurde Steinberg, der auch regelmäßiger Teilnehmer der Internationalen Tagung der Historiker der Arbeiterbewegung (ITH) in Linz war, auch international bekannt.

### Professor und Rektor in Bremen
Zur Gründung der Universität Bremen 1971 erhielt Steinberg die Professur für die Geschichte der Arbeiterbewegung und ihrer Theorien, sowie europäische Geschichte des 19. und 20. Jahrhunderts, die er zuerst im sogenannten integrierten sozialwissenschaftlichen Eingangsstudium unterrichtete. Bereits nach fünf Semestern bewarb er sich um das Amt des zurückgetretenen Bremer Gründungsrektors Thomas von der Vring, in das Steinberg im Frühjahr 1974 auch gewählt wurde. Die Zeit stellte Steinberg als neuen Rektor so vor:

„Er hat krause rötliche Haare, in seiner Heimatstadt würde er als ‚ne Fuss‘ bezeichnet. Er ist 1935 in Köln geboren und kann hinter den Brillengläsern so überraschend strahlen wie Willy Millowitsch. Er spricht auch im kölschen Tonfall: Rheinische Heiterkeit ist wirklich etwas Neues am Bremer Modell, das sich sonst so norddeutsch und stur geriert. Schnaps gab es auch.“

Die konservative Kampagne, die die Bremer Universität als „rote Kaderschmiede“ verteufelte, ließ während Steinbergs Rektorat nicht nach. Die maoistischen K-Gruppen verhöhnten die Wahl Steinbergs als „Wechsel vom Taktiker zum Tünnes der Bourgeoisie“. Die Studierendenzahlen verdoppelten sich in seiner Amtszeit hingegen fast, begleitet von der Einführung der Fächer Biologie und Chemie. Während Steinberg das „Bremer Modell“ einer demokratischen Universität verteidigte, war er skeptisch gegenüber dem Trend zur Massenuniversität, in der die Qualität der wissenschaftlichen Ausbildung sank. Dabei betonte er die Mitbestimmung der damals „Dienstleister“ genannten nichtwissenschaftlichen Angestellten, die nach der einzigartigen Bremer Drittelparitäts-Regel in allen Gremien gleichberechtigt mit Studierenden und Lehrenden an Beschlüssen beteiligt waren, und verband sein Rektorat frühzeitig mit dem Bestand der umstrittenen Drittelparität.

„Doch Steinberg scheiterte mit seiner Vision einer Universität aller Beteiligten an der zunehmenden Dialogunwilligkeit sowohl seiner linken wie rechten Kritiker innerhalb der Universität als auch der politischen Instanzen. Als sich auch der Bremer Senat […] der Forderung nach Aufhebung der Drittelparität anschloß, trat Steinberg zurück. Wissenschaftlich kein Ideologe, war er auch politisch kein Parteisoldat […].“

Nach seinem Rücktritt als Rektor 1977 scheute sich Steinberg bis zu seiner Pensionierung 1999, höhere Ämter an der Universität anzunehmen, konzentrierte sich vielmehr auf die Organisation des sich als eigenständiges Fach etablierenden Bremer Geschichtsstudiums und die Ausbildung von Historikern: Steinberg betreute nicht nur rund 30 Doktoranden, sondern nahm auch „die meisten Staats- und Magisterprüfungen im Studiengang Geschichte“ ab. Ein bekannter Schüler von ihm ist Karl Heinz Roth.

## Schriften
- Sozialismus und deutsche Sozialdemokratie. Zur Ideologie der Partei vor dem 1. Weltkrieg. Verlag für Literatur und Zeitgeschehen, Hannover 1967 (zugleich Dissertation, Universität Köln 1967; 5. Auflage, Dietz, Berlin/Bonn 1979, ISBN 3-8012-1099-5).
- Widerstand und Verfolgung in Essen 1933 bis 1945. Verlag für Literatur und Zeitgeschehen, Hannover 1969 (Schriftenreihe des Forschungsinstituts der Friedrich-Ebert-Stiftung, 2. Auflage 1973, ISBN 3-87831-081-1).
- Die deutsche sozialistische Arbeiterbewegung bis 1914. Eine bibliographische Einführung. Campus, Frankfurt am Main/New York 1979, ISBN 3-593-32349-4.